# Шпирка Володимир Михайлович
Володи́мир Миха́йлович Шпирка (23 березня 1984; Великосілки, Кам'янка-Бузький район, Львівська область — 11 липня 2014; Зеленопілля, Свердловський район, Луганська область) — кулеметник 1-го механізованого взводу 6-ї механізованої роти 2-го механізованого батальйону 24-ї Залізної імені князя Данила Галицького окремої механізованої бригади (Яворів) Сухопутних військ Збройних сил України. Кавалер ордена «За мужність» III ступеня (14.03.2015; посмертно).

## Життєпис
Народився Володимир Шпирка 23 березня 1984 року в селі Великосілки Кам'янка-Бузького району Львівської області.
У 2001 році закінчив загальноосвітню школу села Великосілки.
Проходив строкову військову службу в лавах Збройних Сил України. Навесні 2004 року Володимир Шпирка звільнений зі Збройних сил України у запас.
Навесні 2014 року Володимир Шпирка мобілізований до лав Збройних сил України. Служив у 24-й Залізній імені князя Данила Галицького окремій механізованій бригаді Сухопутних військ Збройних сил України (військова частина А0998; місто Яворів Львівської області).
З літа 2014 року брав участь у антитерористичній операції на сході України.
Володимир Шпирка похований 18 липня 2014 року на цвинтарі села Великосілки Кам'янка-Бузького району.
Залишилась мати Марія Йосипівна.

## Обставини загибелі
11 липня 2014 року в районі села Зеленопілля Луганської області приблизно о 4:30 ранку російсько-терористичні угрупування обстріляли з РСЗВ «Град» блок-пост українських військ, внаслідок обстрілу загинуло 19 військовослужбовців, серед них і Володимир Шпирка.

## Нагороди
За особисту мужність і героїзм, виявлені у захисті державного суверенітету та територіальної цілісності України, вірність військовій присязі під час російсько-української війни, нагороджений орденом «За мужність» III ступеня (14.03.2015; посмертно).

## Вшанування пам'яті
28 листопада 2014 року у Великосілківському НВК відкрито пам'ятний знак на честь загиблого в АТО воїна-односельця, випускника школи Володимира Шпирки.
У червні 2015 року в селі Великосілки на фасаді будівлі загальноосвітньої школи (вулиця Центральна, 8), де навчався Володимир Шпирка, йому відкрито меморіальну таблицю..